# Асоціація дилерів автомобілів з пробігом
Асоціація дилерів автомобілів з пробігом -  українська некомерційна організація, об'єднує автодилерів, що реалізують транспортні засоби які були в експлуатації. 

## Основні напрями роботи Асоціації
- Захист інтересів автомобільних дилерів, що займаються торгівлею автомобілями з пробігом.
- Взаємодія з законодавчими органами з метою створення досконалішого законодавства у сфері торгівлі транспортними засобами, що були в експлуатації.
- Об'єднання пропозицій з продажу автомобілів з пробігом від офіційних дилерів у єдину базу
- Впровадження стандартів оцінки технічного стану автомобілів з пробігом у процесі формування прозорої системи ціноутворення на транспортними засобами, що були в експлуатації.
- Розвиток легальних схем обміну автомобілів за системою Trade-in, що дозволяє обміняти старий автомобіль на новий чи інший автомобіль із пробігом.
- Оформлення подовженої гарантії на авто із пробігом, що передбачає страхування від поломок, безкоштовний ремонт і заміну деталі, що вийшла з ладу.